# Rari Nantes Bogliasco 2015-2016 (femminile)
La Rari Nantes Bogliasco disputa la Serie A1 2015-2016 di pallanuoto femminile.

## Rosa
| N° |                   | Ruolo | Giocatore          |
| -- | ----------------- | ----- | ------------------ |
|    | Italia (bandiera) | P     | Carola Falconi     |
|    | Italia (bandiera) | P     | Benedetta Casareto |
|    | Italia (bandiera) | P     | Carlotta Malara    |
|    | Italia (bandiera) | D     | Giulia Viacava     |
|    | Italia (bandiera) | D     | Virginia Boero     |
|    | Italia (bandiera) | D     | Giulia Rambaldi    |
|    | Italia (bandiera) | D     | Francesca Trucco   |
|    | Italia (bandiera) | D     | Virginia Mariani   |

| N° |                   | Ruolo | Giocatore          |
| -- | ----------------- | ----- | ------------------ |
|    | Italia (bandiera) | CV    | Eugenia Dufour     |
|    | Italia (bandiera) | CV    | Elena Maggi        |
|    | Italia (bandiera) | CV    | Giulia Millo       |
|    | Italia (bandiera) | CV    | Greta Gualdi       |
|    | Italia (bandiera) | A     | Serena Gallone     |
|    | Italia (bandiera) | A     | Rosa Rogondino     |
|    | Italia (bandiera) | CB    | Teresa Frassinetti |
|    | Italia (bandiera) | CB    | Agnese Cocchiere   |

| Allenatore: | Mario Sinatra |

## Mercato
| Acquisti | Acquisti | Acquisti | Acquisti |
| R.       | Nome     | da       |          |
| -------- | -------- | -------- | -------- |

| Cessioni | Cessioni     | Cessioni      | Cessioni |
| R.       | Nome         | a             |          |
| -------- | ------------ | ------------- | -------- |
| D        | Ilaria Rossi | fine attività |          |

## Risultati

### Serie A1

#### Girone di andata
| Arbitri: | Giuseppe Fusco Cristina Taccini |

|                                                                |           |                                             |
| S. Criscuolo: 3 Avegno: 2 Sessarego, Tankeeva, C. Criscuolo: 1 | Marcatori | 4: Maggi 1: Trucco, Millo, Rogondino, Boero |

| Arbitri: | Paolo Bensaia Leonardo Ceccarelli |

|                                                                      |           |                                              |
| Frassinetti: 3 Viacava, Dufour, Millo, Maggi, Rambaldi, Cocchiere: 1 | Marcatori | 2: Di Mario, Marletta 1: Greenwood, Palmieri |

| Arbitri: | Gianluca Centineo Alessio Magnesia |

|                                                 |           |                                                |
| Barzon, Queirolo: 4 Savioli, A. Millo, Dario: 1 | Marcatori | 4: Dufour 1: G. Millo, Maggi, Boero, Cocchiere |

| Arbitri: | Luca Bianco Massimiliano Ruscica |

|                                |           |                                                           |
| Dufour: 5 Viacava: 2 Trucco: 1 | Marcatori | 3: S. Motta 2: Marani, De Cuia 1: Koide, Pomeri, R. Motta |

| Arbitri: | Francesco Romolini Alberto Rovida |

|                                                                     |           |                                                                 |
| Dufour: 4 Viacava, Millo, Frassinetti: 2 Maggi, Rogondino, Boero: 1 | Marcatori | 2: Centanni 1: Monaco, Anastasio, Migliaccio, Foresta, Acampora |

| Arbitri: | Marco Ercoli Giuseppe Fusco |

|                                |           |                                                     |
| Bartolini: 3 Bosco, Albiani: 1 | Marcatori | 5: Frassinetti 2: Maggi, Boero, Cocchiere 1: Trucco |

| Arbitri: | Daniele Bianco Marina Valdettaro |

|                                                                                           |           |                                                 |
| Rogondino, Cocchiere, Frassinetti: 3 Viacava, Maggi, Rambaldi: 2 Dufour, Trucco, Millo: 1 | Marcatori | 2: Pustynnikova 1: Amoretti, Gamberini, Garibbo |

| Arbitri: | Paolo Bensaia Domenico Rotondano |

|                                 |           |                                                    |
| Verducci, Manzoni: 2 Barboni: 1 | Marcatori | 3: Frassinetti 2: Dufour, Maggi 1: Millo, Rambaldi |

| Arbitri: | Alessandro Marongiu Cristina Taccini |

|                                                     |           |                                             |
| Viacava, Boero, Rambaldi, Cocchiere, Frassinetti: 1 | Marcatori | 2: Bosurgi 1: Morvillo, Radicchi, Garibotti |

#### Girone di ritorno
| Arbitri: | Massimo Savarese Massimiliano Sponza |

|                                                             |           |                                           |
| Dufour: 2 Viacava, Maggi, Rogondino, Rambaldi, Cocchiere: 1 | Marcatori | 3: Tankeeva, Cotti 2: Avegno 1: Criscuolo |

| Arbitri: | Giovanni Del Bosco Bruno Navarra |

|                                               |           |                                                                            |
| Marletta: 4 Di Mario, Palmieri: 2 Riccioli: 1 | Marcatori | 3: Cocchiere 2: Viacava, Dufour, Millo, Frassinetti 1: Rogondino, Rambaldi |

| Arbitri: | Leonardo Ceccarelli Francesco Romolini |

|                                  |           |                                                      |
| G. Millo: 2 Dufour, Cocchiere: 1 | Marcatori | 3: Queirolo 2: Barzon, Savioli 1: A. Millo, Robinson |

| Arbitri: | Mario Bianchi Vittorio Frauenfelder |

|                                                  |           |                                                      |
| Citino, S. Motta: 2 De Mari, Pomeri, R. Motta: 1 | Marcatori | 2: Dufour 1: Viacava, Trucco, Maggi, Boero, Rambaldi |

| Arbitri: | Tommaso Boccia Giuliana Nicolosi |

|                                               |           |                                                               |
| Centanni: 3 Monaco, Migliaccio: 2 Acampora: 1 | Marcatori | 4: Dufour 3: Viacava 2: Frassinetti 1: Millo, Boero, Rambaldi |

| Arbitri: | Daniele Bianco Massimiliano Ruscica |

|                                       |           |                                                         |
| Dufour, Maggi, Rambaldi: 2 Viacava: 1 | Marcatori | 2: Tabani 1: Giachi, Lapi, Albiani, Francini, Bartolini |

| Arbitri: | Massimo Savarese Massimiliano Sponza |

|                                                      |           |                                                                         |
| Pustynnikova: 4 Amoretti, Bencardino: 2 Borriello: 1 | Marcatori | 3: Millo, Rogondino 2: Viacava, Dufour, Frassinetti 1: Maggi, Cocchiere |

| Arbitri: | Paolo Bensaia Ronnie Camoglio |

|                                                                      |           |                                                    |
| Dufour: 6 Cocchiere: 3 Rogondino: 2 Viacava, Trucco, Maggi, Boero: 1 | Marcatori | 3: Budassi 2: Zimmerman 1: Verducci, Barboni, Udoh |

| Arbitri: | Giovanni Del Bosco Alessio Magnesia |

|                               |           |                                         |
| Gitto, Garibotti: 2 Aiello: 1 | Marcatori | 2: Rambaldi, Cocchiere 1: Dufour, Millo |

#### Playoff - Quarti di finale
| Arbitri: | Raffaele Colombo Stefano Scappini |

|                                                                                |           |                                             |
| Maggi: 3 Viacava, Trucco: 2 Dufour, Millo, Rambaldi, Cocchiere, Frassinetti: 1 | Marcatori | 3: Di Mario 1: Palmieri, Marletta, Riccioli |

#### Playoff - Semifinali
| Arbitri: | Cristina Taccini Massimo Calabrò |

|                                                               |           |                                                   |
| Garibotti: 5 Gitto: 4 Aiello: 2 Zablith, Morvillo, D'Agata: 1 | Marcatori | 3: Rogondino 2: Millo, Cocchiere 1: Dufour, Boero |

#### Playoff - Finale 3º/4º posto
| Arbitri: | Arnaldo Petronilli Massimo Calabrò |

|                                                    |                      |                                        |
| Dufour: 6 Viacava, Maggi, Rambaldi, Frassinetti: 1 | Marcatori            | 4: Avegno, Cotti 2: Ioannou            |
| Dufour Boero Viacava Frassinetti Rogondino         | Tiri di rigore 4 – 3 | Sessarego Zanetta Ioannou Avegno Cotti |

### Coppa Italia

#### Prima Fase
Tre gruppi da tre e quattro squadre ciascuno: Il Bogliasco è incluso nel Gruppo A, disputato a Rapallo.
| Arbitri: | Fabio Brasiliano Marco Piano |

|                                                         |           |                                                                   |
| Bencardino: 3 Pustynnikova, Cuzzupè, Tedesco, Drocco: 1 | Marcatori | 3: Millo 2: Trucco 1: Viacava, Gualdi, Maggi, Rogondino, Rambaldi |

| Arbitri: | Fabio Brasiliano Marco Piano |

|                                                    |           |                                                            |
| Dufour: 3 Cocchiere: 2 Viacava, Millo, Rambaldi: 1 | Marcatori | 2: S. Criscuolo 1: Zanetta, Avegno, C. Criscuolo, Lamarino |

#### Seconda Fase
Tre gruppi da tre e quattro squadre ciascuno: si qualificano alla Final Six le prime due di ciascun gruppo. Il Bogliasco è incluso nel Gruppo A, disputato a Bogliasco
| Arbitri: | Luca Castagnola Marco Piano |

|                                                                                    |           |                                                     |
| Cocchiere: 4 Rogondino: 3 Viacava, Dufour, Maggi, Boero: 2 Rambaldi, Santinelli: 1 | Marcatori | 3: Pustynnikova 1: Amoretti, Cuzzupè, Tedesco, Mori |

| Arbitri: | Luca Castagnola Marco Piano |

|                              |           |                                                     |
| Zanetta, Casanova, Avegno: 1 | Marcatori | 3: Cocchiere 2: Viacava 1: Trucco, Maggi, Rogondino |

#### Final Six
| Arbitri: | Cristina Taccini Massimo Calabrò |

|                                |           |                                        |
| Tankeeva: 3 Zanetta, Avegno: 2 | Marcatori | 4: Millo 1: Viacava, Trucco, Cocchiere |

| Arbitri: | Mario Bianchi Stefano Ricciotti |

|                                          |           |                                     |
| Dufour: 4 Cocchiere: 2 Viacava, Maggi: 1 | Marcatori | 2: Presta 1: Citino, Motta, D'Amico |

| Arbitri: | Stefano Ricciotti Arnaldo Petronilli |

|                                                            |           |                     |
| Cocchiere: 4 Dufour, Rogondino: 2 Viacava, Millo, Boero: 1 | Marcatori | 1: Grillo, Riccioli |

| Arbitri: | Cristina Taccini Mario Bianchi |

|                              |           |                                                          |
| Millo: 4 Dario: 3 Savioli: 1 | Marcatori | 2: Viacava, Dufour, Maggi 1: Trucco, Rogondino, Rambaldi |

| Arbitri: | Mario Bianchi Stefano Riccitelli |

|                           |           |                                |
| Millo, Maggi: 2 Trucco: 1 | Marcatori | 2: Galardi 1: Giachi, Francini |

## Statistiche

### Statistiche di squadra
- Statistiche aggiornate al 22 maggio 2016.

| Competizione | Punti | In casa | In casa | In casa | In casa | In casa | In casa | In trasferta | In trasferta | In trasferta | In trasferta | In trasferta | In trasferta | Neutro | Neutro | Neutro | Neutro | Neutro | Neutro | Totale | Totale | Totale | Totale | Totale | Totale | DR  |
| Competizione | Punti | G       | V       | N       | P       | Gf      | Gs      | G            | V            | N            | P            | Gf           | Gs           | G      | V      | N      | P      | Gf     | Gs     | G      | V      | N      | P      | Gf     | Gs     | DR  |
| ------------ | ----- | ------- | ------- | ------- | ------- | ------- | ------- | ------------ | ------------ | ------------ | ------------ | ------------ | ------------ | ------ | ------ | ------ | ------ | ------ | ------ | ------ | ------ | ------ | ------ | ------ | ------ | --- |
| Serie A1     | 34    | 9       | 4       | 2       | 3       | 86      | 66      | 9            | 6            | 2            | 1            | 89           | 67           | 0      | 0      | 0      | 0      | 0      | 0      | 18     | 10     | 4      | 4      | 175    | 133    | +42 |
| Playoff      | -     | 0       | 0       | 0       | 0       | 0       | 0       | 3            | 2            | 0            | 1            | 35           | 33           | 0      | 0      | 0      | 0      | 0      | 0      | 3      | 2      | 0      | 1      | 35     | 33     | +2  |
| Coppa Italia | -     | 2       | 2       | 0       | 0       | 25      | 10      | 7            | 6            | 1            | 0            | 63           | 40           | 0      | 0      | 0      | 0      | 0      | 0      | 9      | 8      | 1      | 0      | 88     | 50     | +38 |
| Totale       | -     | 12      | 7       | 2       | 3       | 117     | 81      | 18           | 13           | 3            | 2            | 181          | 135          | 0      | 0      | 0      | 0      | 0      | 0      | 30     | 20     | 5      | 5      | 298    | 216    | +82 |

### Classifica marcatori
| Tot. | Giocatrice         | A1 | CI |
| ---- | ------------------ | -- | -- |
| 63   | Eugenia Dufour     | 47 | 16 |
| 38   | Agnese Cocchiere   | 22 | 16 |
| 33   | Giulia Viacava     | 22 | 11 |
| 32   | Elena Maggi        | 23 | 9  |
| 29   | Giulia Millo       | 18 | 11 |
| 25   | Teresa Frassinetti | 25 | 0  |
| 23   | Rosa Rogondino     | 15 | 8  |
| 19   | Giulia Rambaldi    | 15 | 4  |
| 14   | Francesca Trucco   | 8  | 6  |
| 13   | Virginia Boero     | 10 | 3  |
| 1    | Greta Gualdi       | 0  | 1  |
| 1    | Giulia Santinelli  | 0  | 1  |